# Paul Pietsch

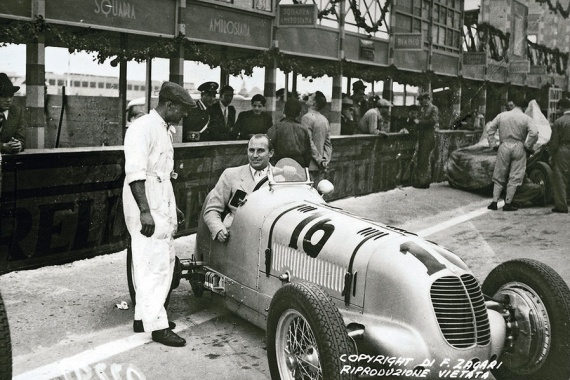
Paul Pietsch in 1938

Paul Pietsch (Freiburg, 20 juni 1911 – Titisee-Neustadt, 31 mei 2012) was een Formule 1-coureur uit Duitsland. 
Hij nam tussen 1950 en 1952 deel aan 3 Grands Prix voor de teams Alfa Romeo, Maserati en Veritas, maar scoorde hierin geen punten.